# 平成26年台風第11号
平成26年台風第11号（へいせい26ねんたいふうだい11ごう、アジア名：Halong、命名国：ベトナム、意味：湾の名前、フィリピン名：Jose）は2014年（平成26年）7月29日に発生した台風。

## 概要

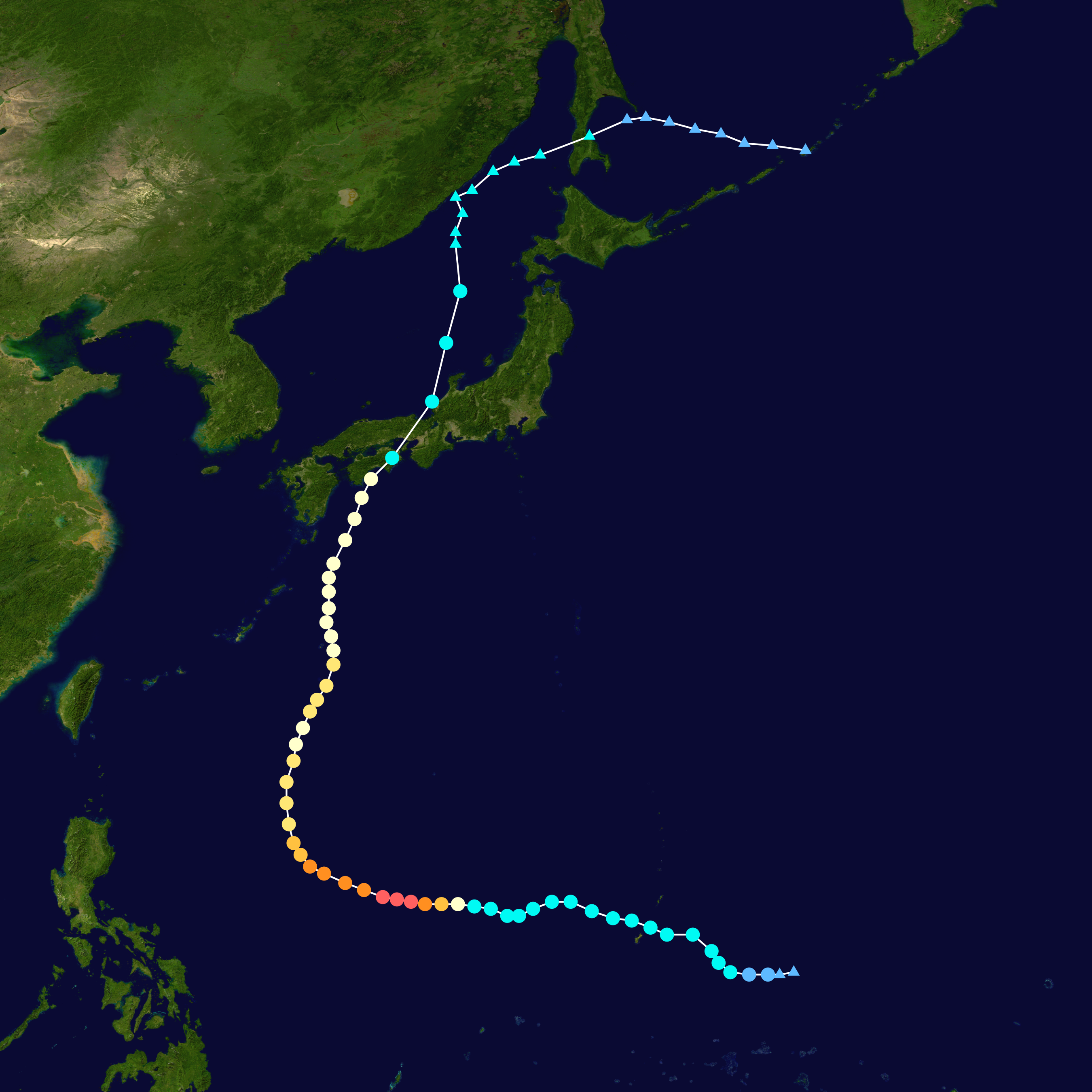
進路図

7月26日、チューク諸島で観測された低圧部は28日に熱帯低気圧に成長。29日には更に成長したことから合同台風警報センター（JTWC）によって熱帯低気圧番号11Wを与えられたが、同日12時（協定世界時3時）にマリアナ諸島の北緯12度35分、東経148度で台風となり、アジア名ハーロン（Halong）と命名された。西進した台風は、8月2日にフィリピンの監視エリアに入ったことから、フィリピン大気地球物理天文局（PAGASA）によってフィリピン名ホセ（Jose）と命名されている。
当初比較的弱い勢力であった11号は8月2日頃から中心気圧が24時間で50ヘクトパスカル低下するなど急速に勢力を強め、3日には中心気圧915ヘクトパスカル・中心付近の最大風速55メートル・最大瞬間風速75メートルの「猛烈な台風」となった。その後若干勢力を弱めたものの「強い台風」の勢力を保ちながら北進し、7日午後に沖縄県の南大東島にもっとも接近。時速15キロ程度のゆっくりした速度のまま、次第に進路を東寄りに変えながら日本本土に近づいた。台風からの雨雲によって西日本の広範囲が大雨となり、三重県では9日17時20分に大雨の特別警報が発表された。また、台風周辺の湿った空気が流れ込んだ東北地方でも広い範囲で大雨となった。
台風11号は「強い台風」の勢力を保ったまま10日6時過ぎに高知県安芸市付近に上陸。速度を上げながら四国を縦断、香川県東かがわ市から瀬戸内海に出て、11時前に兵庫県赤穂市付近に再上陸し、同日午後に京都府京丹後市から日本海へ抜けて北上。11日午前9時（協定世界時11日0時）に北海道の西の北緯43度・東経137度で温帯低気圧に変わった。

## 進路、状態の経過
- 7月29日 12時 マリアナ諸島付近で台風になる[17]。
- 8月3日09時中心気圧が925hPaになる[17]
- 8月4日09時にはフィリピンの東に進んだ[17]
- 8月10日 6時過ぎ、高知県安芸市付近に上陸後、瀬戸内海を通過[17]
- 8月10日 10時過ぎ、兵庫県赤穂市付近に再上陸[17]
- 8月11日 9時、日本海北部で温帯低気圧に変わる[17]。

## 気象状況

### 大雨
北日本から西日本にのびる前線に向かって暖かく湿った空気が流れ込んだ影響により、8月9日未明から10日にかけて東海地方や北陸地方、関東甲信地方の所々で大雨となり、降り始め（8月9日00時）から8月11日09時までの総降水量は、三重県大台町宮川で661.0ミリ、三重県尾鷲で517.5ミリとなった。
1時間雨量
三重県大台町（宮川）： 76.0ミリ（8/9日13時07分まで）
千葉県香取郡東庄町（東庄）：71.5ミリ（8/10日3時21分まで）
東庄での統計開始以来の極地を更新した。
日降水量
三重県 津市（白山）：435.5ミリ（8/9日）
三重県 津市（笠取山）：393.0ミリ（8/9日）
期間降水量（8月7日12時～10日24時)
高知県安芸郡馬路村（魚梁瀬）：1081.0ミリ。
高知県高岡郡津野町（船戸）：918.5ミリ

### 暴風
東海地方や関東甲信地方、北陸地方で最大風速15m/s以上の強い風を観測した。常滑市セントレアでは8月10日に23.0m/sの非常に強い風を観測した
最大瞬間風速
東京都八王子市八王子：32.8m/s（8/10日15時51分）
愛知県常滑市セントレア：31.9m/s（8/10日12時09分）
最大風速
愛知県常滑市セントレア：23.0m/s（8/10日11時11分）
東京都三宅村三宅坪田：18.0m/s（8/10日11時35分）

## 影響

### フィリピン
フィリピンではルソン島のバターン州、リサール州、カヴィテ州、サンバレス州などに大雨を降らせた。台風によって南西モンスーンが強まった影響と考えられている。

### 日本

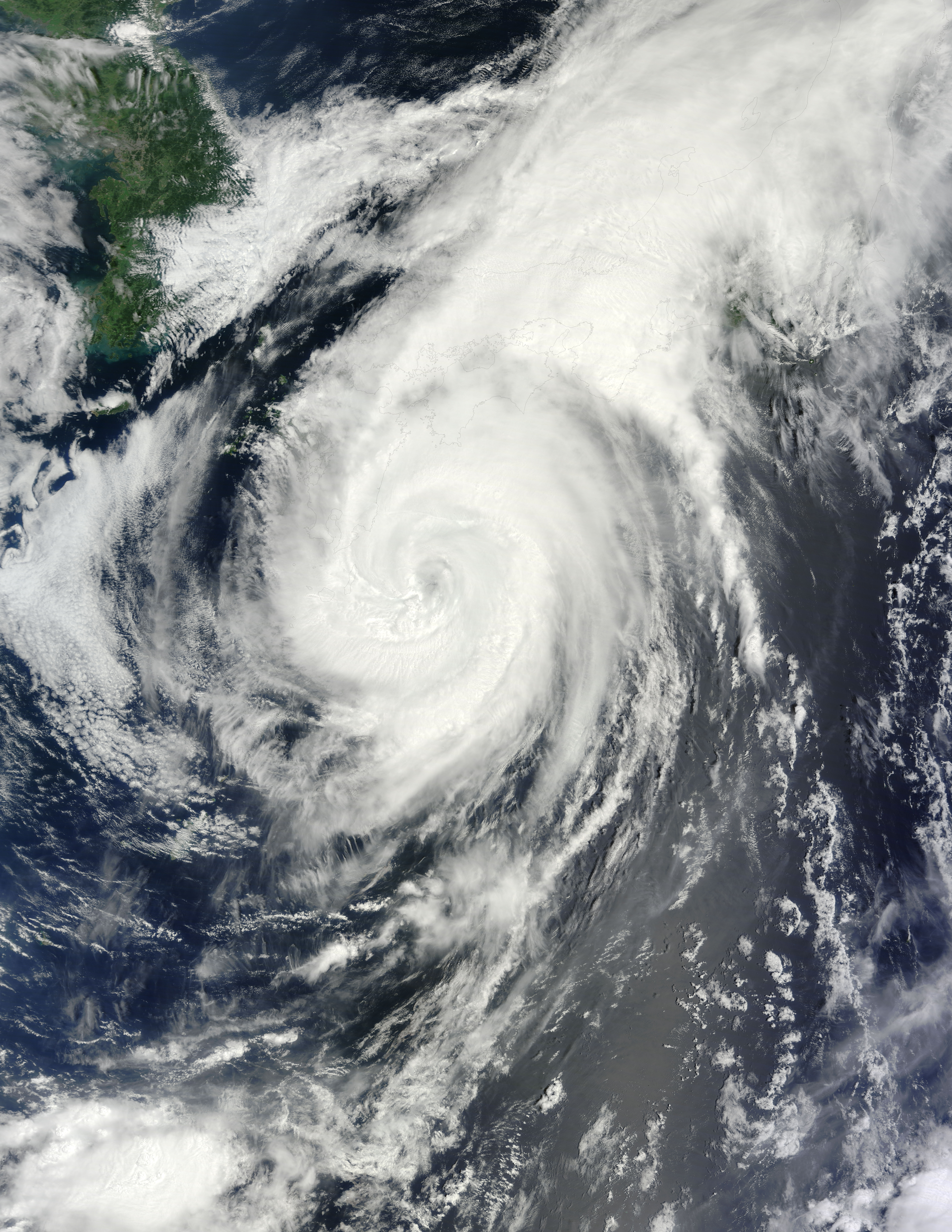
8月9日、四国地方に接近の台風11号

日本では第96回全国高等学校野球選手権大会が2014年8月9日開幕予定であったところ、本台風の接近により開幕日を2日順延として8月11日とする措置を採った。
J1リーグでは、エディオンスタジアム広島で開催予定だったサンフレッチェ広島対サガン鳥栖の試合が中止になった。この試合も8月11日19時に同球技場での開催に順延した。
愛知県名古屋市の東山動植物園で3年ぶりに開催される予定だった「ナイトZOO」は悪天候のため初日が中止になった。
歩こうおおいたチャレンジ100キロの活動も、中止となり参加者は車で目的地へ移動した。
台風情報のほうがはるかに重要であって、やむを得ないことではあるが、2014年8月9日にNHKラジオ第一放送で長崎原爆犠牲者慰霊平和祈念式典を中継中に、近畿地方などの放送局では番組を中断して台風情報を放送していて、原爆投下時刻の11時2分の黙祷の模様が放送されなかった。
また、2014年8月9日に開催予定だったなにわ淀川花火大会、8月10日に開催予定だった東京湾大華火祭を初めとするお盆休みのイベントの多くも開催が中止・延期となっている。特に西日本地方では、この期間に予定されていた多くの花火大会が会場付近の安全上の問題から、設定していた予備日を含めた完全中止（前述のなにわ淀川花火大会や、熊本県菊池市の菊池夏祭り花火大会、京都府宇治市の宇治川花火大会などが該当）となり、この翌週の集中豪雨によるものも含め、今年の開催が取消しとなったものが相次いでいる特に、宇治川花火大会はこの台風11号による豪雨が原因で、会場の宇治川河川敷が水没し、安全な開催が不可能と判断され、この年は予備日順延も含めて完全中止になったうえ、2015-2017年も花火の打ち上げを見送って代替イベントを開催ののち、2017年年末に、正式に大会廃止となる羽目となるきっかけにもなった。
また2013年に起きた福知山ドッコイセ花火大会における屋台爆発火災事故から1周年になるにあたり、2014年8月10日、「市民交流プラザふくちやま」で被害者・遺族の団体が主催して「負傷者の現状と支援の在り方」と題したシンポジウムを開催することになっていたが、この台風の影響により来場者の安全確保が難しいことや、被害者のフラッシュバックへの影響が出る可能性が高いと判断し、中止・無期限延期となったまま、シンポジウム開催は結局2017年6月現在も行われていない。

#### 鉄道への影響
年間雨量の7割に達する降水量を観測した四国各地をはじめ九州、中国、近畿、特別警戒警報が発表された三重の各地で土砂流入や橋梁流失などにより鉄道に大きな被害が出た。
- 四国旅客鉄道（JR四国） - 大雨によって築堤が流失した土讃線の復旧工事が11号の接近に伴って中断を余儀なくされ、不通期間が延長する事になった[30]。不通となっていた土佐穴内駅 - 大杉駅間は、8月13日に復旧し、お盆の帰省ラッシュに間に合った[31]。
- 土佐くろしお鉄道 - 土佐くろしお鉄道阿佐線（ごめん・なはり線）穴内駅で裏山が崩れ、ホームへ通じる高架下の階段を埋めてしまった[32]、そのため復旧まで全列車通過扱いとなった。なお、穴内駅は9月1日に再開された[32]。
- 西日本旅客鉄道（JR西日本） - 和歌山線、草津線、関西本線は8月10日から11日日中まで運休となったほか、京阪神地区の他路線もほとんどすべてが一時運転を見合わせるなど、およそ55万人に影響が出た[33]。京阪神以外でも特急の一部運休･区間運休など影響が広がった。
- 東海旅客鉄道（JR東海） - 名松線は土盛りが3箇所で流失し不通となり、松阪 - 家城間で運転を見合わせ。
- 神戸電鉄 - 三田線は有馬口 - 五社間で橋台石積みが流され、有馬口 - 岡場間で不通となった。当該区間は代行バスで運行。有馬口 - 有馬温泉駅間でも土砂が流出したが、11日始発から復旧している[34]。
- 南海電鉄 - みさき公園駅では雨と強風により改札口付近にあった路線図が落下し、女性が重傷を負った[35]。

関東地方の各線でも強風による一時運転見合わせ、徐行運転などでダイヤが乱れた。
また低気圧に変わった後も引き続き北海道･北部東北で大雨となった事でJR北海道を中心とした各線にも被害が及んだ。

## 被害
- 確認されている死者は1名、負傷者は重軽傷含めて77名[37]。台風の接近した8月8日以降、北海道から沖縄県までの広範囲で強風や豪雨による住宅への被害が相次ぎ、兵庫県や奈良県、徳島県、大雨の特別警報が出た三重県を中心に床上・床下浸水合わせて3,260棟[37]。また、10日に突風被害が出た栃木県での234棟を含めて623棟が一部破損。全半壊が12棟となっている[37]。
- 台風12号に伴う大雨と11号が直撃した徳島県の浸水被害は甚大で、県南部に位置する阿南市加茂谷地区や那賀町は大きな打撃を受けた。加茂谷地区では近くを流れる那賀川が氾濫し近くの住宅などを巻き込みながら水位がみるみる上昇。同地区にある加茂谷中学校では1階部分が水没し、その後ピーク時には校舎2階の床上70cmまで水浸しになった。近くにあるコンビニエンスストアでは建物の上部分一部を残す形でほぼ浸水し店内にあった商品は全てダメになってしまった。徳島県内では他の市町でも浸水被害が相次ぎ、県全体の床上、床下浸水は2019棟となっている。また、県内全24の市町村の内、住宅への浸水被害が出なかったのは佐那河内村ただ1つである(2014年8月17日現在)[要出典]。
- 高知県安芸郡北川村では国道493号が3カ所で崩落し、北川村平鍋で27人が孤立状態であることが8月10日朝わかり[38]、8月11日には５日分の飲料水や非常食などを高知県消防防災ヘリで運んだ[39]。9月12日午前9時に崩壊箇所3カ所のうち、集落上流側の1カ所の通行止めが解除された[40]。また、高知県安芸市穴内甲の穴内海岸では台風11号の高波で計約150mにわたり堤防が崩壊し、高知県管理の自転車道も280mにわたって崩落した[41]。堤防の復旧工事が完成したのは2016年4月28日[42]。

## 行政の対応

### 政府
- 8月7日、11:10に台風第12号及び第11号に関する官邸情報連絡室に改称[43]。
- 8月11日、亀岡内閣府大臣政務官を団長とする政府調査団を栃木県へ派遣[43]
- 8月11-13日、西村内閣府副大臣（防災担当）を団長とする政府調査団を徳島県及び高知県へ派遣[43]
- 8月15日、9:00に第5回関係省庁災害対策会議を開催し、政府調査団（徳島県及び高知県並びに栃木県）調査報告を行うとともに、被害状況及び各省庁の対応状況について情報共有を行った[44]。

### 防衛省
高知県関係
8月10日、8:00高知県知事から第50普通科連隊長に対し、災害派遣要請
8月10日、9:35、第50普通科連隊（人員約10名、車両約10両）が四万十町に向け出発
8月11日、7:00、第14後方支援隊（人員約10名、車両約10両）が佐川町に向け出発
8月13日、12:07、第50普通科連隊の交代部隊（人員約10名、車両2両）が給水支援（四万十町）を実施
8月14日、14:00、撤収要請

### 自治体

#### 高知県
8月9日、高知県は、災害救助法を高知市、長岡郡大豊町、高岡郡四万十町に適用。

#### 徳島県
8月9日、徳島県は、災害救助法を那賀郡那賀町に適用。 